# Crocidura zarudnyi
Crocidura zarudnyi är en däggdjursart som beskrevs av Sergej Ognew 1928. Crocidura zarudnyi ingår i släktet Crocidura och familjen näbbmöss. IUCN kategoriserar arten globalt som livskraftig. Inga underarter finns listade i Catalogue of Life.
Arten förekommer i södra Afghanistan, östra Iran och västra Pakistan. Den lever i kulliga områden och i bergstrakter mellan 500 och 3000 meter över havet. Habitatet utgörs av halvöknar, stäpper och öppna bergslandskap. Individerna lever främst ensamma.